# Битва под Ашераденом
Битва под Ашераденом — сражение, которое произошло в 1279 году между войсками крестоносцев Ливонского ордена с одной стороны, и войсками Великого княжества Литовского под командованием князя Тройдена с другой. Орден потерпел серьёзное поражение: погиб гроссмейстер ордена Эрнст фон Раценбург, предводитель рыцарей из датской Эстонии ревельский наместник Эйларт фон Оберг и ещё 71 рыцарь. Это было второе по масштабу поражение ордена в XIII столетии. После этой битвы вождь земгалов Намейсис признал Тройдена своим сюзереном.

## Предыстория
В 1273 году крестоносцы построили Динабургский замок на землях, которые номинально принадлежали Тройдену. Замок имел важное стратегическое значение: он использовался для походов на центральную Литву в надежде, что ослабленный Тройден перестанет оказывать поддержку земгалам, боровшимся против Ордена. Около 1277 года Тройден осадил замок. Штурм длился непрерывно в течение месяца. Литовцы построили четыре огромные подвижные башни для штурма. Усилия нападавших, в числе которых были и русские, успехом не увенчались: им пришлось уничтожить осадные орудия и отступить за Даугаву. Осада была снята в том числе и из-за того, что в этот момент началось вторжение галицко-татарских войск во главе с Мошмином в пределы Литвы. Считается, что в ответ на это Орден предпринял поход 1278 году в Литву и в январе 1279 года осадил Кернаву. Часть исследователей придерживается мнения, что поход Тройдена имел место в 1274 году, но из-за вторжения галицко-татарских войск он вынужден был подписать мир, который Орден нарушил в 1278 году.

## Осада Кернаве
В конце 1278 года Орден собрал войско для похода вглубь Литвы. В войско входили отряды из земель самого Ордена, из Рижского архиепископства, из датской Эстонии, а также дружины куршей и земгалов. Поход возглавил лично магистр Эрнст фон Ратцебург. Незадолго до этого Трайден послал брата Сирпутия (своего наместника в Городле) с войском на помощь ятвягам, которые воевали с Мазовией и Восточной Польшей, так что сначала литовцы не могли оказать войскам Ордена серьёзного сопротивления.
В январе 1279 года крестоносцы взяли в осаду Кернаву. Хроники Ордена говорят о ней как о «городе в земле Трайдена» или «городе Трайдена», поэтому некоторые исследователи считают, что Кернаве была тогда столицей Великого княжества Литовского или что Тройден владел этим городом до того, как стал великим князем. Но вряд ли эти идеи правильны, так как они основаны на одиночном и очень туманном сообщении. Осада Кернаве была неспешной, в феврале рыцари разграбили её околицы и вернулись в Ливонию. Тройден собрал войско и, отправившись в погоню, догнал крестоносцев при Ашерадене 5 марта 1279 года. Перед этим магистр отпустил дружины куршей и земгалов по домам со своей частью добычи.

## Битва
Великий князь литовский Тройден решил разделить ливонско-датское войско на две части и разгромить их поодиночке. Сначала ни одна из сторон не преобладала, но в какой-то момент часть литовского войска сделала вид, что бежит. Часть орденского войска, а именно датчане, начали преследовать «беглецов», но не смогли их догнать и решили вернуться к своему войску. Когда датчане вернулись к месту битвы, остальное войско уже было разбито. Сами же датчане попали в ловушку и большая часть их войск была уничтожена. Литовцы одержали решительную победу. В этой битве погиб ливонский магистр и 71 членов ордена, не считая остальных рыцарей и простых воинов.

## Последствия
Крестоносцы потеряли все свои достижения за последние несколько лет. Земгалы подняли очередное восстание и обратились за поддержкой к Тройдену. Однако в 1282 году Тройден был убит двумя наёмниками: Стумандом и Гирдзелой, которые после этого бежали во владения Тевтонского ордена. В Великом княжестве Литовском началась борьба за власть, и литовцы не смогли полностью воспользоваться плодами этой победы. Ливонский орден же вынес определённый урок и решил выбирать общего великого магистра с Тевтонским орденом для того, чтобы в будущем наносить одновременные удары с запада и с севера.